# Světla velkoměsta
Světla velkoměsta (anglicky City Lights) je americký němý film studia United Artists z roku 1931. Snímek režíroval Charlie Chaplin a sám si zahrál i hlavní roli. Film sleduje životní peripetie typické Chaplinovy postavy Tuláka, který se zamiluje do slepé dívky a získá poněkud vrtkavé přátelství alkoholického milionáře.
Chaplin trval na konceptu němého filmu, přestože byl v období příprav film zvukový již na svém vzestupu. Natáčení začalo v prosinci 1928 a trvalo až do září 1930. Světla velkoměsta byl prvním z Chaplinových filmů, ke kterému složil i doprovodnou hudbu. Hotova byla za pouhých šest týdnů a společně s Chaplinem se na ní podílel skladatel Arthur Johnston. Ústřední melodie, použitá jako leitmotiv pro scény, ve kterých se objevuje slepá dívka, pochází z písně „La Violetera“ od španělského skladatele Josého Padilly Sáncheze. Chaplin poté prohrál soudní spor s Padillou, protože se skladatelovo jméno neobjevilo v titulcích.
Premiéra, které se zúčastnil i Albert Einstein, proběhla 30. ledna 1931 a setkala se s mimořádným úspěchem. Celkové tržby dosáhly výše pěti milionů dolarů a i ohlasy kritiků se ukázaly jako velmi pozitivní. Sám Chaplin považoval Světla velkoměsta za svůj nejlepší film.

## Děj
Občané a hodnostáři města jsou shromážděni u příležitosti odhalení památníku „Míru a Prosperity“. Po několika projevech se zvedne opona a všichni přítomní s úžasem sledují Tuláka, jak pokojně spí v klíně jedné ze soch. Následuje několikaminutová groteskní honička, ve které se tulákovi podaří uniknout zuřícímu davu a může se v klidu procházet městem. Pokárá dva výrostky prodávající noviny, kteří se posmívají jeho ošuntělému zjevu. Krátce poté málem spadne do nezabezpečené šachty výtahu, když nesměle obdivuje sochu nahé ženy ve výloze.
Na rohu ulice se Tulák náhodně potká s nádhernou dívkou, která tam prodává květiny. Koupí si od ní květinu a s úžasem zjišťuje, že je slepá. Dívka poté zaslechne odjíždějící automobil a získá dojem, že onen neznámý nakupující je zřejmě bohatý muž.
Téhož večera Tulák zachrání opilého milionáře, který se skokem do vody pokouší o sebevraždu. Milionář z vděčnosti pozve svého nového přítele do svého honosného domu na šampaňské a po dalším opileckém sebevražedném pokusu oba vyrážejí na noční tah do víru velkoměsta. Ráno se Tulák opět setkává se slepou dívkou, má k dispozici milionářovo auto i nějaké peníze, tak si od ní může koupit všechny květy a zavézt ji domů. To samozřejmě dívku jen utvrdí v přesvědčení, že její neznámý ochránce je významný a bohatý.

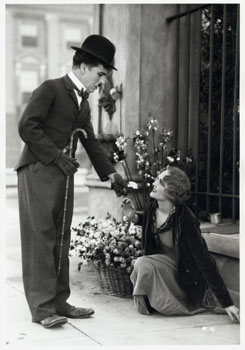
Tulák a slepá dívka

Tulák poté odchází a dívka o všem vypráví své babičce. Tulák se mezitím vrací do vily, ale milionář, který je už střízlivý, ho nepozná a jeho komorník ho vyhodí. Ovšem později téhož dne se milionář opět opije, a když potká Tuláka na ulici, pozve ho domů na bujarou party. Dalšího rána se však vše opakuje, milionář vystřízliví a ke svému společníkovi z předchozí noci se nezná.
Když Tulák zjistí, že dívka není na svém obvyklém místě na rohu ulice, rozhodne se navštívit ji doma. Pod oknem náhodně vyslechne rozhovor dívčiny babičky s lékařem, z něhož se dozví, že děvče trpí vážnou nemocí. Je rozhodnut jí pomoci za každou cenu a přijímá práci metaře.
Během polední přestávky ji navštěvuje a přináší nákupy, zatímco babička prodává květiny. Aby dívku zabavil, tak jí předčítá z novin. Je tam i článek o lékaři ve Vídni, který léčí oční choroby. „To je skvělé, to bych vás mohla vidět!“ je nadšená dívka, ale Tulák ví, co by to znamenalo. Poznala by, že není bohatý a významný, za jakého ho považuje. Před odchodem nalezne výpověď z bytu, kterou babička schovala, a slíbí dívce, že dlužné nájemné uhradí.
Když se pak vrací do práce, tak zjistí, že je propuštěn. Jeho pozdní příchody se opakovaly příliš často. Vzápětí ho osloví neznámý muž a nabídne mu účast na vzájemném boxerském zápasu o peníze. Boj by však byl jen předstíraný a o odměnu by se pak rozdělili. Muž je ovšem nucen utéct před policisty a jeho místo zaujímá nový zájemce, který o domluveném zápase pochopitelně neví. Tulák je tedy nucen podstoupit opravdový boj. V groteskním souboji využívá všechny možné finty, včetně schovávání se za zády rozhodčího, ale přesto je nakonec knokautován.
Po zápase Tulák potřetí potká milionáře, který je opět opilý a znovu ho zve k sobě do vily. Tulák milionářovi vypráví o dívčině těžkém osudu, a ten mu dá peníze na operaci. Do vily pak vtrhnou dva lupiči, omráčí milionáře a ukradnou zbytek jeho peněz. Podaří se jim utéct ještě před příchodem policistů, ti tak naleznou pouze Tuláka s penězi a milionáře v bezvědomí. Tulák je tedy považován za pachatele loupeže, ale podaří se mu uprchnout. Spěchá k dívce s penězi a namluví jí, že na nějaký čas odjíždí, ale zanedlouho je zatčen a uvězněn.
Když je o několik měsíců později Tulák propuštěn, tak hned spěchá na obvyklé místo na rohu ulice, ale dívku tam nenajde. Ta se totiž po úspěšné operaci stala majitelkou obchodu s květinami. Na neznámého dobrodince nikdy nezapomněla a vždy, když do obchůdku vstoupí nějaký elegantní a pohledný muž, tak přemýšlí, zda to není „on“.
Tulák jednoho dne zabloudí k obchodu s květinami, přes sklo výlohy spatří dívku a několik sekund na ni ohromeně hledí. Ta si povšimne jeho zájmu, vyjde ven z obchodu a v žertu mu nabízí květinu. Když se dotkne jeho ruky, tak její úsměv zmizí a tázavě se dívá na Tuláka. Přejíždí svými prsty po jeho paži a rameni a pak se užasle zeptá: „Jste to vy?“ On jenom přikývne a s nejistým úsměvem se zeptá: „Tak vy už vidíte?“ „Ano, já už vidím,“ odpoví dívka a v slzách si tiskne jeho ruku k hrudi. Tulákův nejistý pohled se změní v radostný úsměv a tím film končí.

## Obsazení
- Charlie Chaplin jako Tulák
- Virginia Cherrillová jako slepá dívka
- Florence Lee jako její babička
- Harry Myers jako výstřední milionář
- Al Ernest Garcia jako jeho sluha
- Hank Mann jako Tulákův protivník v boxerském zápase o peníze
- Henry Bergman ve dvojroli jako starosta města a jako soused slepé dívky

## Produkce

### Předprodukce
Chaplinův film Cirkus z roku 1928 byl jeho posledním dílem před nástupem zvukové éry ve filmové tvorbě. Chaplin si mohl dovolit jako hlavní producent a distributor trvat na své představě a natočit Světla velkoměsta jako němý film, byl totiž jedním ze spoluvlastníků společnosti United Artists. Technicky vzato jde o jakési propojení obou stylů: vizuální stránka je synchronizována s hudbou, zvukovými efekty a nesrozumitelnou mluvou, tedy již podobně jako u zvukového filmu, zatímco dialogy zprostředkovávají mezititulky, jak bylo běžné u filmů němých. Chaplina už v roce 1918 požádal o schůzku vynálezce Eugene Augustin Lauste kvůli možné spolupráci na zvukovém filmu, k setkání však nikdy nedošlo. Chaplin se ke zvukovému filmu stavěl odmítavě a podle svých slov mu dával „maximálně tři roky, ne více“. Nevěděl si také příliš rady, jak mu uzpůsobit svou tehdy již proslulou postavu Tuláka.

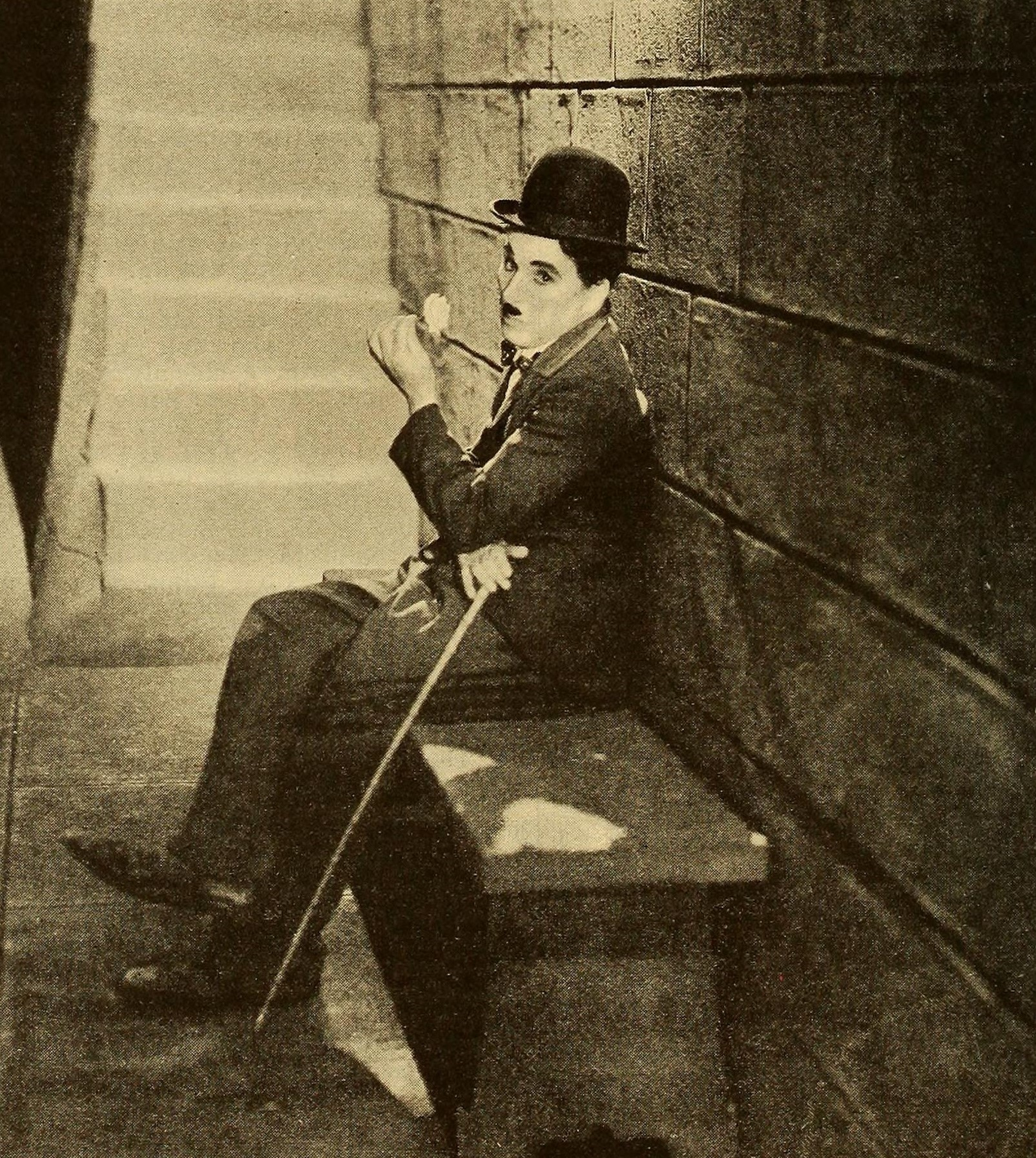
Jeden z dobových plakátů

Na počátku roku 1928 začal Chaplin společně s Harry Carrem psát scénář. Prvotní motiv vycházel z nápadu, který Chaplin dostal po úspěchu filmu Cirkus. Inspirací pro postavu slepé dívky se stal klaun, který postupně přichází o zrak a je nucen předstírat, že to je součástí komického výstupu. Jako první Chaplin napsal závěrečnou dojemnou scénu, ve které uzdravená dívka poprvé vidí Tuláka. Tato scéna byla ve scénáři zpracována velmi důkladně, protože ji tvůrci považovali za stěžejní.
Pro vedlejší zápletku Chaplin původně uvažoval o černošském pouličním prodejci novin, tedy o postavě, která je na společenském žebříčku ještě níže než Tulák. Nakonec dal ale přednost postavě opilého milionáře, kterou využil již v roce 1921 ve filmu Zahaleči. Zápletka s milionářem vycházela ze starší krátké scénky, ve které dva milionáři odvezou Tuláka z městské skládky a hostí ho v nejdražších klubech. Pak ho ovšem opět odvezou na skládku a Tulák si není jistý, jestli se mu to jenom nezdálo. Chaplin scénku upravil tak, že milionář je k Tulákovi přátelský jen v opilosti, po vystřízlivění se k němu nezná.
Chaplin oficiálně zahájil předprodukci v květnu 1928 a najal australského grafika a ilustrátora Henryho Clivea, aby během léta vytvořil scénu. Dokonce uvažoval, že by výtvarníka obsadil do role milionáře. Ačkoli se měl film odehrávat v Paříži, tak je vzhled města jakousi podivnou kombinací několika měst. Americký scenárista a dramatik Robert E. Sherwood uvedl, že „je to zvláštní město, které připomíná Londýn, Los Angeles, Neapol, Paříž, Tanger a Council Bluffs. Není to žádné konkrétní velkoměsto na zeměkouli, ale zároveň má v sobě něco ze všech.“
Na konci srpna pak ve věku 63 let nečekaně zemřela Chaplinova matka Hannah. Umělce tato ztráta velmi zasáhla, takže předprodukce byla přerušena a pokračovala až v půli podzimu. Psycholog Stephen Weissman přednesl hypotézu, že Světla velkoměsta jsou dílem výrazně autobiografickým. Slepá dívka měla symbolizovat Chaplinovu matku, kdežto opilý milionář jeho otce. Weismann také uvádí, že mnohé z filmových lokací připomínají místa spojená s Chaplinovým dětstvím, např. památník v úvodní scéně připomíná kostel svatého Marka na Kennington Park Road, pro scénu s opilým milionářem u řeky bylo zase Chaplinovi inspirací nábřeží řeky Temže.
O roli slepé dívky se ucházelo několik hereček, ale Chaplina ani jedna z nich výrazněji nezaujala. Poté se při filmování na pláži v Santa Monice náhodně seznámil s Virginií Cherillovou, která na něj zamávala a projevila zájem o spolupráci. Po několika špatných zkušenostech s  ostatními herečkami ji Chaplin nakonec pozval na kamerové zkoušky. Její ztvárnění slepé dívky bylo i z důvodu krátkozrakosti v porovnání s ostatními poměrně přirozené a herečka tedy 1. listopadu 1928 podepsala smlouvu.

### Výroba
Samotné natáčení filmu oficiálně začalo 27. prosince 1928 poté, kdy Chaplin s Carrem dokončili téměř rok trvající práci na tvorbě scénáře. Chaplin byl v porovnání s ostatními filmaři považován za velkého perfekcionistu, který každý záběr mnohokrát opakuje, než je s výsledkem plně spokojen.
První natočenou scénou bylo setkání Tuláka a slepé dívky. Její dokončení trvalo několik týdnů a Chaplin poprvé začal mít pochybnosti, zda angažování Virginie Cherillové bylo správnou volbou. Ta o mnoho let později řekla: „Nikdy jsem Charlieho neměla ráda a on neměl rád mě.“ Chaplin ve své autobiografii přiznal svůj podíl zodpovědnosti na přetrvávajícím napětí v jejich vzájemném vztahu a přikládal ho hlavně stresu z průběhu filmování. Natáčení této scény probíhalo až do února 1929 a poté i deset dnů v dubnu, než se Chaplin rozhodl její dokončení odložit na pozdější dobu. Následovalo natáčení samotného úvodu filmu, tedy odhalování památníku „Míru a Prosperity“ se spícím Tulákem v klíně jedné ze soch. V této scéně se objevilo 380 komparzistů a její provedení se pro Chaplina ukázalo jako velmi stresující. V té době zároveň probíhala rekonstrukce Chaplinových filmových ateliérů, protože zastupitelé města Los Angeles se rozhodli rozšířit La Brea Avenue a všechny fasády domů musely být přesunuty. V ateliérech se natáčela většina scén filmu, včetně odhalováním památníku a prvního setkání s dívkou. Některé společné výstupy Tuláka a milionáře, zejména jejich noční tah městem, byly snímány přímo v ulicích Los Angeles.
Poté přišla na řadu scéna, ve které Tulák zachrání milionáři život, když se pokouší v opilosti o sebevraždu. Během filmování náhle Henry Clive odmítl skočit do studené vody, což Chaplina nesmírně rozčílilo. Cliva s okamžitou platností vyhodil a roli opilého milionáře převzal Harry Myers. Tato sekvence byla posléze dokončena 29. července v exteriéru u Colorado Street Bridge v Pasadeně. Záběry, které následovaly, se nakonec do konečné podoby filmu nedostaly; obsahovaly mimo jiné i skeč, ve kterém se snaží Tulák znovu získat hůl, přilepenou ke zdi. Chaplin ji považoval za dobrou, ale přesto trval na tom, že je nutné ji vystřihnout. Až do 29. září 1929 pak byly dokončovány další výstupy Tuláka s milionářem.
V listopadu pak opět následovaly méně dramatické scény se slepou dívkou. Několikaměsíční čekání na další pokračování práce začalo Virginii Cherillovou nudit a otevřeně si na to Chaplinovi stěžovala. Když poté během natáčení odešla ke kadeřníkovi, tak ji režisér vyhodil. Její roli převzala Georgia Hale, která již dříve s Chaplinem spolupracovala na filmu Zlaté opojení, ovšem po provedených kamerových zkouškách bylo zřejmé, že je pro tuto úlohu zcela nevhodná. Chaplin krátce uvažoval o tehdy teprve šestnáctileté Violet Krauthové, ale jeho spolupracovníci mu tuto volbu rozmluvili. Nakonec byl nucen znovuobsadit Virginii Cherillovou. Ta požadovala navýšení gáže na 150 dolarů za týden z původních 75 dolarů a produkce jí vyhověla. Přibližně sedmiminutový záznam zkušebních záběrů se dochoval a byl vydán jako bonus na DVD; malá část tohoto materiálu se ovšem poprvé objevila ve filmu Neznámý Chaplin z roku 1983.

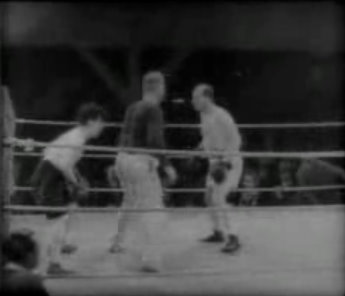
Boxerský zápas

Chaplin následně obsadil Florence Lee do role babičky slepé dívky a po dobu dalších pět týdnů probíhalo natáčení jejich společných scén. Na konci roku 1929 se režisér mohl konečně vrátit ke stěžejnímu obrazu prvního setkání Tuláka s dívkou a Chaplina tentokrát herecký výkon Virginie Cherillové více než uspokojil. Filmování probíhalo již rok a dokončeno bylo jen něco přes polovinu filmu. Od března do dubna 1930 pokračovalo natáčení scén v milionářově domě. Do drobných rolí lupičů Chaplin obsadil Joe van Metera a Alberta Austina.
Ke konci jara téhož roku přišel na řadu boxerský zápas, tedy zřejmě nejkomičtější sekvence filmu. Role Tulákova soupeře v ringu byla svěřena Hanku Mannovi. Příprava a nazkoušení zápasu v ringu trvaly čtyři dny, samotné natáčení pak dnů šest. Pro realistické ztvárnění publika boxerského klání bylo nutno najmout více než 100 členů komparsu. Mnoho z nich se rekrutovalo z okruhu Chaplinových přátel. Nejen rohovnický souboj, ale i samo jeho natáčení byly tak humorné, že mnozí z komparsistů docházeli denně. V červenci a srpnu, během šestitýdenního období, natočil Chaplin zbylé kratší scénky včetně té, ve které Tuláka otravují dva výrostci, prodávající na ulici noviny. Jednoho z nich hrál v té době velmi mladý Robert Parrish.
V září 1930 Chaplin dokončil velkolepou závěrečnou scénu, jejíž natáčení trvalo 6 dnů. Byl velmi spokojen s výkonem Cherrilové a uvedl, že nakonec roli opravdu pochopila.
Ta závěrečná scéna… Vlastně vůbec nehraju, jenom stojím téměř kajícně a jakoby duchem nepřítomen… Je to nádherná scéna, opravdu nádherná, a to hlavně proto, že není přehnaná.
Charlie Chaplin, 
Od října do prosince Chaplin film sestříhal a zhotovil mezititulky. Celkové náklady dosáhly hodnoty 1,5 miliónu dolarů. Tuto poměrně vysokou částku způsobily zejména značné průtahy v natáčení, které nakonec trvalo celých 22 měsíců. Po celou dobu bylo třeba vyplácet gáži veškerému personálu, přestože pouze 179 dnů z toho se skutečně natáčelo. Neobvykle dlouhé době výroby odpovídalo též množství spotřebovaného filmového pásu šířky 35 mm. Jeho délka dosáhla 95 784 metrů, avšak délka výsledného filmu činila pouze 2 466 metrů, tedy 39krát méně.
V té době byla popularita němého filmu na výrazném ústupu, avšak Světla velkoměsta přestavují jeden z nejvýraznějších uměleckých i finančních úspěchů Chaplinovy filmové kariéry. Zároveň měl sám režisér právě toto dílo ze všech svých filmů v největší oblibě.

### Hudba
Světla velkoměsta byly prvním z Chaplinových filmů, ke kterým sám složil hudbu. U svých filmů obvykle dával přednost živé produkci, i když ve třicátých letech 20. století už většina kinosálů neměla vlastní hudební tělesa. Tvorba trvala šest týdnů a Chaplin při ní spolupracoval s Arturem Johnstonem. Chaplin k této spolupráci později uvedl: „Vlastně jsem tu hudbu nenapsal, pouze jsem ji předzpíval a Arthur Johnson ji zapsal do not. Byl bych rád, kdyby se mu za tuto skvělou práci dostalo náležitého ocenění. Je to jednoduchá hudba, zcela v souladu s mým charakterem.“ Nahrávání trvalo pět dnů a podílel se na něm též skladatel Alfred Newman.
Melodie měly zejména vyjadřovat emoce jednotlivých postav. Chaplin se v mládí učil na housle a na violoncello a jeho obliba těchto nástrojů se projevila v instrumentaci, v níž hrály smyčce stěžejní roli. Hudební skladatel David Raksin, který se mimo jiné podílel na hudbě k dalšímu Chaplinovu filmu Moderní doba, uvedl, že Chaplin si někdy při skládání pomáhal kompilací melodií jiných autorů. Například první dvě noty převzal z Griegova orchestrálního kusu, další čtyři z Lisztovy skladby pro klavír a poslední tři zase odjinud.
Ústřední melodie, použitá jako leitmotiv pro scény, ve kterých se objevuje slepá dívka, pochází z písně „La Violetera“ od španělského skladatele Josého Padilly Sáncheze. Chaplin dokonce uvažoval, že by roli mladé květinářky svěřil španělské zpěvačce a herečce Raquel Mellerové, kterou velmi obdivoval a která jako první tuto píseň zpívala, ale nakonec z tohoto plánu sešlo. Padilla Chaplina zažaloval, protože se jeho jméno neobjevilo v titulcích, a soudní spor konaný v Paříži vyhrál. Soud mu však přiřkl odškodnění ve výši pouhých 15 000 franků oproti požadované částce 500 000 franků.

## Přijetí a kritika

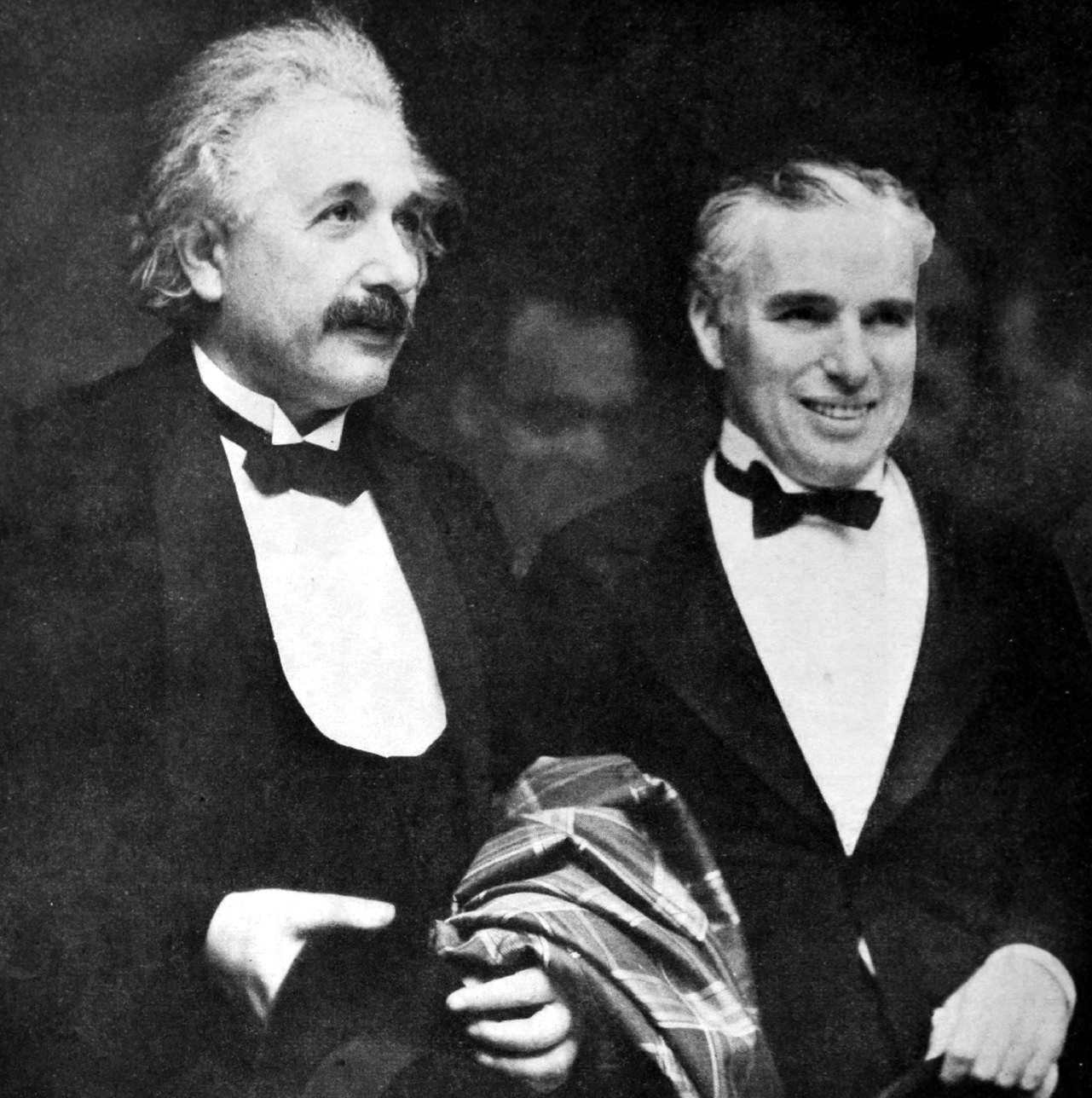
Albert Einstein a Charlie Chaplin na slavnostní premiéře

Dva týdny před premiérou se Chaplin rozhodl uspořádat předpremiéru v Tower Theatre v Los Angeles bez výraznějšího obeznámení veřejnosti. Proto ani účast diváků nebyla příliš hojná a reakce spíše vlažné. Ovšem slavnostní premiéra, pořádaná dne 30. ledna 1931 v Los Angeles Theatre, dosáhla mnohem pozitivnějšího výsledku. Jako čestní hosté navštívili premiérové představení Albert Einstein s chotí a na závěr se filmu dostalo bouřlivého potlesku vestoje.
Chaplin se zpočátku poněkud obával, jak budou Světla velkoměsta přijata veřejností, protože němý film se v té době zdál již překonaný, a ani neúspěšná předpremiéra ho sebevědomím nenaplňovala. Avšak ohlasy mezi filmovými kritiky byly mimořádně příznivé a jako velmi úspěšný bylo možno hodnotit i výsledek finanční; celkové tržby dosáhly výše 5 milionů dolarů.
Filmu se dostalo uznání i od mnoha světoznámých režisérů; např. Orson Welles označil Světla velkoměsta za svůj oblíbený film. Stanley Kubrick ho v interview pro americký časopis Cinema zařadil mezi deset svých nejoblíbenějších filmů. Renomovaný ruský režisér Andrej Tarkovskij zařadil film na páté místo své osobní „top ten“ a o Chaplinovi prohlásil: „Je jediným člověkem, který vstoupil do filmové historie bez jediného stínu pochybnosti. Jeho filmy nikdy nezestárnou…“ George Bernard Shaw označil Chaplina jako „jediného génia, kterého kdy zrodila mašinérie filmového průmyslu.“ Oceňovaný italský režisér Federico Fellini film pozitivně hodnotil a ve svém díle Cabiriiny noci na něj odkazuje. Woody Allen prohlásil, že jde o nejlepší Chaplinovo dílo. V dokumentu Charlie: The Life and Art of Charles Chaplin pak Allen uvedl, že slavná závěrečná scéna ze Světel velkoměsta mu byla inspirací pro závěr jeho romantického filmového dramatu Manhattan.